# Tengen (település)
Tengen település Németországban, azon belül Baden-Württembergben. Lakosainak száma 4873 fő (2023. december 31.).

## Népesség
A település népessége az elmúlt években az alábbi módon változott:
| Lakosok száma | 4019 | 4572 | 4584 | 4696 | 4840 | 4873 |
|               | 1975 | 2017 | 2019 | 2021 | 2022 | 2023 |